# Ботч (реслинг)

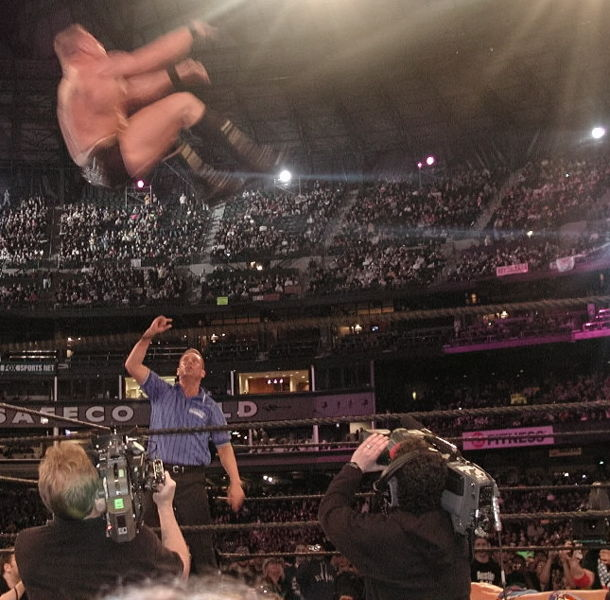
Брок Леснар не смог полностью развернуться, когда выполнял прием шуттинг стар пресс (англ. shooting star press) в главном событии Рестлмании XIX, что привело к сотрясению мозга.

Ботч (англ. Botch) (рус. Провал, в глаголе означает испортить) — в профессиональном реслинге данный термин означает потерпеть неудачу пытаясь выполнить запланированный прием или произнести реплику, которые получаются не так, как планировалось изначально, из-за ошибки, просчёта, промаха или ошибки в суждении. Многие ботчи безвредны, например, рестлер просто забывает строчку, или забывает реплику, или падает до того, как его или его противник действительно делает приём. Однако иногда неудачно рассчитанные или выполненные приёмы приводили к серьезным травмам или даже к смерти.

## Казусы
Самой распространенной причиной ботчей является неопытность исполнителя. К примеру Джеки Гайда, победительница конкурса Tough Enough 2, в одном из своих первых телевизионных матчей (командный матч с Кристофером Новински против Триш Стратус и Брэдшоу на выпуске Raw от 8 июля 2002 года из Филадельфии, штат Пенсильвания), проваливала почти каждый приём данного матча, который она пыталась селлить. Печально известным из них был второй веревочный бульдог (англ.rope-bulldog) от Стратус, который Гайд заселлила на две секунды позже.. Данный матч признан читателями журнала Wrestling Observer Newsletter как самый худший матч 2002 года.
26 апреля 1976 года Бруно Саммартино получил перелом шеи в матче против относительно неопытного Стэна Хансена на Мэдисон-сквер-Гарден, когда Хансен неправильно выполнил удар корпусом (англ. body slam). В итоге Бруно вернулся лишь восемь недель спустя для матча-реванша.
Во время матча между Гробовщиком и Голдбергом на шоу Super Showdown в Саудовской Аравии Голдберг (который был контужен на протяжении всего матча) не смог правильно выполнить прием Джек Хаммер на Гробовщике и вместо этого уронил его на голову без защиты.

## Последствия

### Травмы
Иногда ботчи бывают чрезвычайно опасными и могут привести к концу карьеры рестлера, либо к его гибели. Например, рестлер WWE Ди’Ло Браун однажды он неправильно выполнил Пауэрбомбу с разбега (англ. running sitout powerbomb) на своем противнике Дрозе, в результате чего Дроз был парализован (хотя позже он восстановил некоторое использование верхней части тела). Этот ботч был вызван таким образом, что Ди’Ло Браун не смог ухватиться за мешковатую одежду Дроза, когда удерживал его в положении пауэрбомбы. Дроз также не стал подтягиваться на талии, как это предусмотрено мерой безопасности для выполнения приема пауэрбомбы..В других случаях рестлер, выполняющий этот прием, тоже может получить травму.
Японский рестлер Хаябуса неудачно выполнил лунное сальто с трамплина в матче против Мамонта Сасаки, где его нога поскользнулась на втором канате, и приземлившись на голову, повредив позвоночник и шею и парализовав его, хотя он восстановил чувствительность в ногах перед смертью в 2016 году.
В мае 2001 года рестлер по имени Брайан Онг работая с Далипом Сингхом (более известным как Великий Кали) позаимствовал у него прием флэпджек. Как позже сообщают прием был выполнен крайне неудачно, так как Онг схватил Сингха за рубашку вместо того, чтобы оттолкнуть Сингха от спины, как ему было положено. Хотя он уже несколько раз совершал эту ошибку без происшествий, но на этот раз Онг приземлился копчиком первым, и его голова была сильно отброшена назад к мату. В результате удара у него были катастрофически повреждены позвоночник и ствол головного мозга. В сочетании с предыдущим сотрясением мозга, этот прием привел спустя несколько дней к смерти Онга.

### Импровизирующие концовки
В большинстве случаев незначительные ботчи просто замалчиваются, и матч продолжается. Одним из примеров была концовка матча Халк Хоган-Сид Джастис на Рестлмании VIII. Запланированная концовка состояла в том, чтобы Папа Шанго выбежав на ринг, предотвратил попытку Хогана нанести удар. Однако Шанго пропустил свой сигнал, вынудив Сида выбить попытку удержания, а менеджер Харви Уипплман выбежал на ринг, вмешавшись тем самым получить дисквалификацию, как раз в этот момент, на ринг выбежал Папа Шанго, помогая Сиду с предполагаемым двойным избиением Хогана.
Существуют серьезные ботчи, приводящие к травмам, часто это происходит к импровизированным концовкам матчей, или где оставшаяся часть матча будет отменена, если рестлер не может продолжать или ему требуется немедленная медицинская помощь. Во время матча между Ледяной Глыбой Стивом Остином и Оуэном Хартом на SummerSlam (1997) в матче за Интерконтинентальное Чемпионство, Харт неправильно исполнил пайлдрайвер, тем самым травмировав Остину шею. Харт был вынужден импровизировать продолжительную последовательность насмешек, пока Остин не смог вернуть себе самообладание и удержав его, завершив матч раньше, чем планировалось, но с желаемой победой. Если рестлер серьезно травмирован, рефери обычно сигнализирует о необходимости немедленной помощи, делая знак «Х» с руками над головой. Однако в последние годы, многие фанаты рестлинга стали замечать, что иногда судья может использовать эту фигуру в попытке указать на кейфебную травму другому исполнителю, что приводит к отмене матча.
Также ботчи могут быть связаны с написанными по сценарию строками. Во время трансляции Рестлмании XXX Халк Хоган, выступающий в качестве ведущего Рестлмании, ошибочно назвал Mercedes—Benz Superdome в прямом эфире Silverdome, домом Рестлмании III, где Хоган провел свой знаменитый поединок с Андре Гигантом. После того, как Хоган исправился, Ледяная Глыба Стив Остин и Скала высмеивали Хогана за то, что он назвал Супердоум Сильвердоум, и это закончилось тем, что это стало шуткой для остальной части WrestleMania XXX и на следующим вечере Raw после WrestleMania.

### Положительные моменты
Иногда ботчи могут привести к случайному изобретению новых приемов в рестлинге. К примеру, Ныряющий удар головой (англ. Diving headbutt) был изобретен, Харли Рейсом когда неудачно исполнил сплэш с верхнего каната (хотя Рейс сам сожалел о том, что изобрел этот прием, поскольку он наносил длительный ущерб своему телу), Джейк «Змея» Робертс утверждает, что изобрел DDT, когда его противник случайно подставил ему подножку, применяя передний лицевой замок, и Тошиаки Кавада непреднамеренно изобрел Бомбу Гансо (англ. Ganso bomb), один из самых опасных приемов в рестлинге, после того, как он не смог выполнить пауэрбомбу на Мицухару Мисаве и вместо этого опустил незащищенную голову. Дрю Макинтайр заявил, что его завершающий удар с разбега, Клеймор, был случайно изобретен, когда он поскользнулся, пытаясь нанести удар Большим Ботинком (англ. Big Boot), а узкие кожаные штаны, которые он носил в то время, заставили его падать на мат.
Аналогичным образом, ботчи также могут оказать положительное влияние на карьеру рестлера. В качестве примера, во время вражды Ронды Роузи и Бекки Линч последняя возглавляла вторжение на шоу первой (поскольку Роузи в то время была участницей Monday Night Raw, а Линч была на SmackDown). В ходе последовавшего за Raw vs. SmackDown, в рукопашной схватке с Наей Джакс, та неудачно нанесла удар по лицу Бекки Линч, в результате чего она получила перелом носа и сотрясение мозга. Данное шоу, и особенно кровавые фотографии Линч после него, приписываются фанатами, а также самой Линч, была как катапульта для ее восхождения на вершину женского дивизиона WWE и ее нынешнего положения на пике женских исполнителей WWE.